# Hypnotize (System of a Down)
Hypnotize is het vijfde studioalbum van de Amerikaanse metalband System of a Down, het album is de tweede helft van het dubbelalbum Mezmerize/Hypnotize. Het album is op 22 november 2005 uitgekomen in Europa, een half jaar na het eerste deel Mezmerize.
Net als op Mezmerize is de leadzang ook op dit album ongeveer gelijk verdeeld tussen zanger Serj Tankian en gitarist Daron Malakian.
Het album kwam behalve op cd ook uit op DualDisc, die bevatte achter-de-schermen materiaal en liet zien hoe Mezmerize en Hypnotize gemaakt zijn, de videoclips van "B.Y.O.B." en "Question!", en het hele album in verbeterde stereo (in plaats van 16 bit/44.1KHz, in 16 bit/48KHz).
Het album kwam op nummer 1 binnen in de Billboard 200 met 320,000 verkochte exemplaren op de dag van verschijnen (22 november).
Het album heeft een gouden status sinds 13 December 2005.
Volgens bassist Shavo Odadjian, was het oorspronkelijke idee om het album te laten beginnen me een instrumentale track genaamd "Hezze", komen te vervallen, deze heeft plaats gemaakt voor het nummer "Attack", waarmee het album nu begint.
"We wilden het album heel hard laten beginnen" legt Odadjian uit.
Het wordt verwacht dat "Hezze" in de toekomst nog zal uitkomen op een ep.
Het laatste nummer van het album is de track "Soldier Side" het sluit aan op het nummer "Soldier Side - Intro", het eerste nummer op Mezmerize.
Het nummer "Lonely Day" dat vlak voor "Soldier Side" staat eindigt hetzelfde als "Soldier Side - Intro", dit is om duidelijk te maken dat het om een vervolg van dat nummer gaat.

## Hoes
De hoes is geprint op gerecycled papier, in het begeleidende boekje staat de zin "We don't have to cut forests to make paper anymore." De schildering op de hoes is net als bij Mezmerize gemaakt door de vader van zanger-gitarist Daron Malakian, Vartan Malakian, een Armeens kunstenaar. De hoes zit hetzelfde in elkaar als de hoes van Mezmerize. Ze zijn zo ontworpen dat het duidelijk is dat de twee albums bij elkaar horen in een dubbelalbum.

## Tracklist
- alle teksten zijn geschreven door Daron Malakian en Serj Tankian, alle muziek is geschreven door Daron Malakian, bijzonderheden staan vermeld.

1. "Attack" – 3:06
2. "Dreaming" (Muziek: Malakian & Odadjian) – 3:59
3. "Kill Rock 'N Roll" (Tekst en Muziek: Malakian) – 2:27
4. "Hypnotize" – 3:09
5. "Stealing Society" – 2:58
6. "Tentative" – 3:36
7. "U-Fig" (Music: Malakian, Odadjian) – 2:55
8. "Holy Mountains" – 5:28
9. "Vicinity of Obscenity" (Tekst: Tankian, Muziek: Tankian, Malakian) – 2:51
10. "She's Like Heroin" (Tekst en Muziek: Malakian) – 2:44
11. "Lonely Day" (Tekst en Muziek: Malakian) – 2:47
12. "Soldier Side" (Tekst en Muziek: Malakian) – 3:40

## Credits
- Daron Malakian - zang, gitaar, producer
- Serj Tankian - zang, keyboard
- Shavo Odadjian - bas
- John Dolmayan - drums
- Rick Rubin - producer
- Andy Wallace - Mixing
- Vartan Malakian - schilder van de hoes.